# Nick Jonas and the Administration
Nick Jonas and the Administration – zespół stworzony przez Nicka Jonasa, członka Jonas Brothers.
Członkowie zespołu to pianista, gitarzysta i twórca tekstów Nick Jonas, basista John Fields, perkusista Michael Bland, keybordzista Tommy Barbella i gitarzysta David Ryan Harris. Sonny Thompson zastąpi Davida Ryana Harrisa podczas trasy Who I Am w 2010 roku. Nazwa grupy pochodzi od zainteresowania Nicka Jonasa polityką.
Barberella, Thompson i Bland byli członkami grupy Prince's New Power Generation w latach 90., dla której Jonas już wcześniej wyrażał swój podziw.

## Dyskografia
| Rok  | Tytuł                                                       | Pozycja na liście | Pozycja na liście | Pozycja na liście | Pozycja na liście | Pozycja na liście | Pozycja na liście | Pozycja na liście | Pozycja na liście |
| Rok  | Tytuł                                                       | USA               | FRA               | NLD               | POR               | ESP               | AUS               | NZL               | GBR               |
| ---- | ----------------------------------------------------------- | ----------------- | ----------------- | ----------------- | ----------------- | ----------------- | ----------------- | ----------------- | ----------------- |
| 2010 | Who I Am - Data: 2 lutego 2010 - Wydawca: Hollywood Records | 3                 | 60                | 27                | 9                 | 4                 | 46                | 25                | 50                |